# Talon
Talon är en kommun i departementet Nièvre i regionen Bourgogne-Franche-Comté i de centrala delarna av Frankrike. Kommunen ligger i kantonen Tannay som tillhör arrondissementet Clamecy. År 2022 hade Talon 40 invånare.

## Befolkningsutveckling
Antalet invånare i kommunen Talon
| Referens: INSEE |